# 四相簪花
四相簪花是中国北宋时期的一个典故，宋人沈括（1032年—1096）的《梦溪笔谈》、陈师道《后山丛谈》、阙名《墨客挥犀》、苏象先《丞相魏公谭训》、蔡绦（1097-？）的《铁围山丛话》等著作中均有记载。。
“四相簪花”的故事，是说在北宋庆历五年（1045年），枢密副使韩琦（1008—1075）被贬出京城，出任扬州知州。扬州州衙后花园中有一种芍药开花，这种花一条枝干上长出四条分叉，每条分叉都开一朵花，并且花瓣上下呈红色，一圈黄蕊围在中间，形似身穿红色官袍、腰系金色腰带的宋朝宰相，称为“金缠腰”或“金带围”。韩琦邀请正在扬州的王珪（1019—1085）、王安石（1021—1086）、吕公著（1018—1089）（一说为陈升之，1011—1079）饮酒赏花，席中韩琦剪下四朵芍药花，分别插在他宴请的三位宾客以及他自己头上，后来四人先后都官至宰相高位。
“四相簪花”佳话流传甚广，民众以能观赏此花为飞黄腾达的吉兆。明代启蒙读物《龙文鞭影》中有“韩琦芍药，李固芙蓉”句。“四相簪花”也是常见的绘画主题。“扬州八怪”之一黄慎的《金带围图》扇面（绘于雍正二年，即1724年），现藏于上海博物馆。另一幅《韩魏公簪金带围图》，现存扬州博物馆。宝山人钱慧安《簪花图》，现藏台北故宫博物院。